# Troika

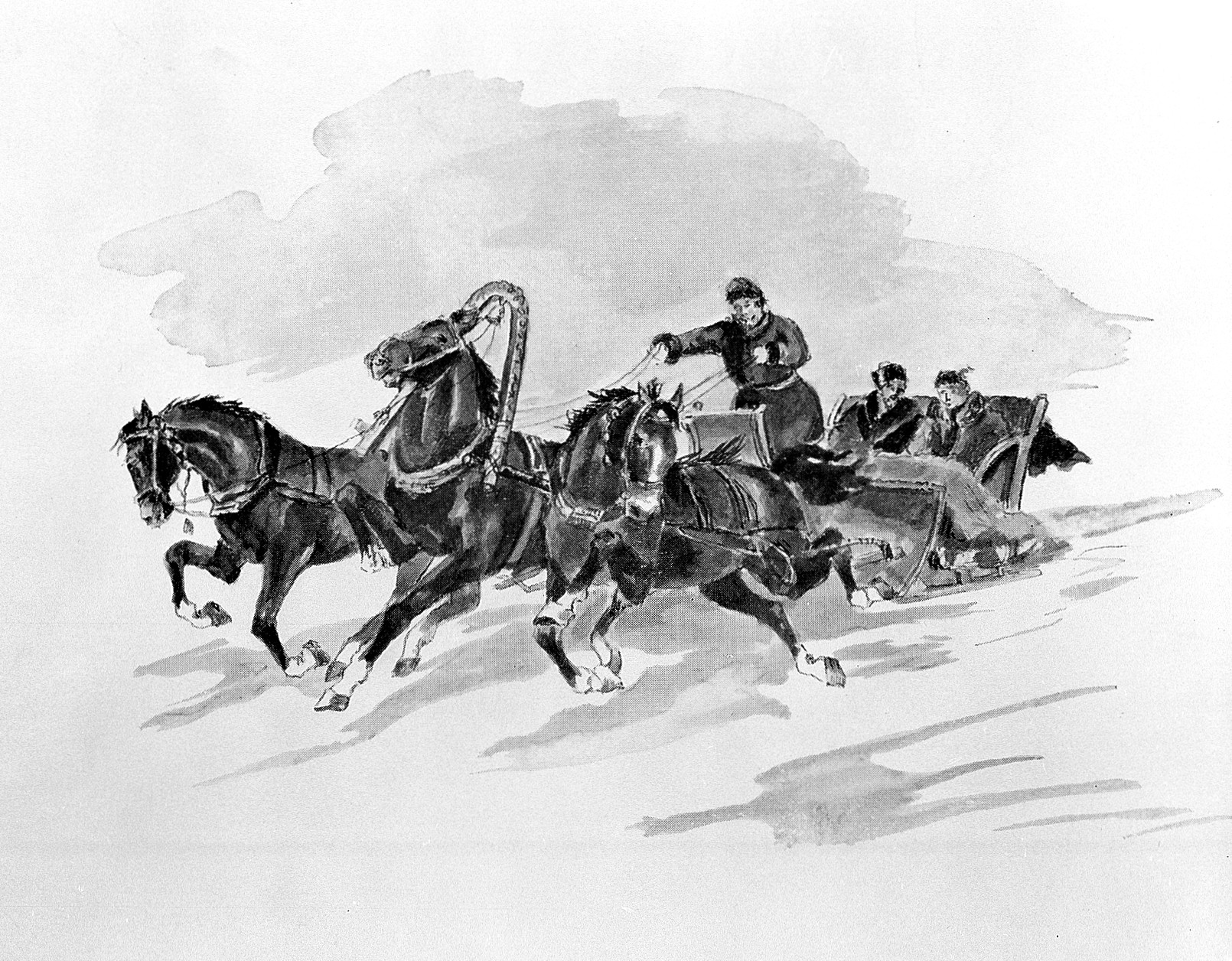
Grafische Darstellung der Anspannung

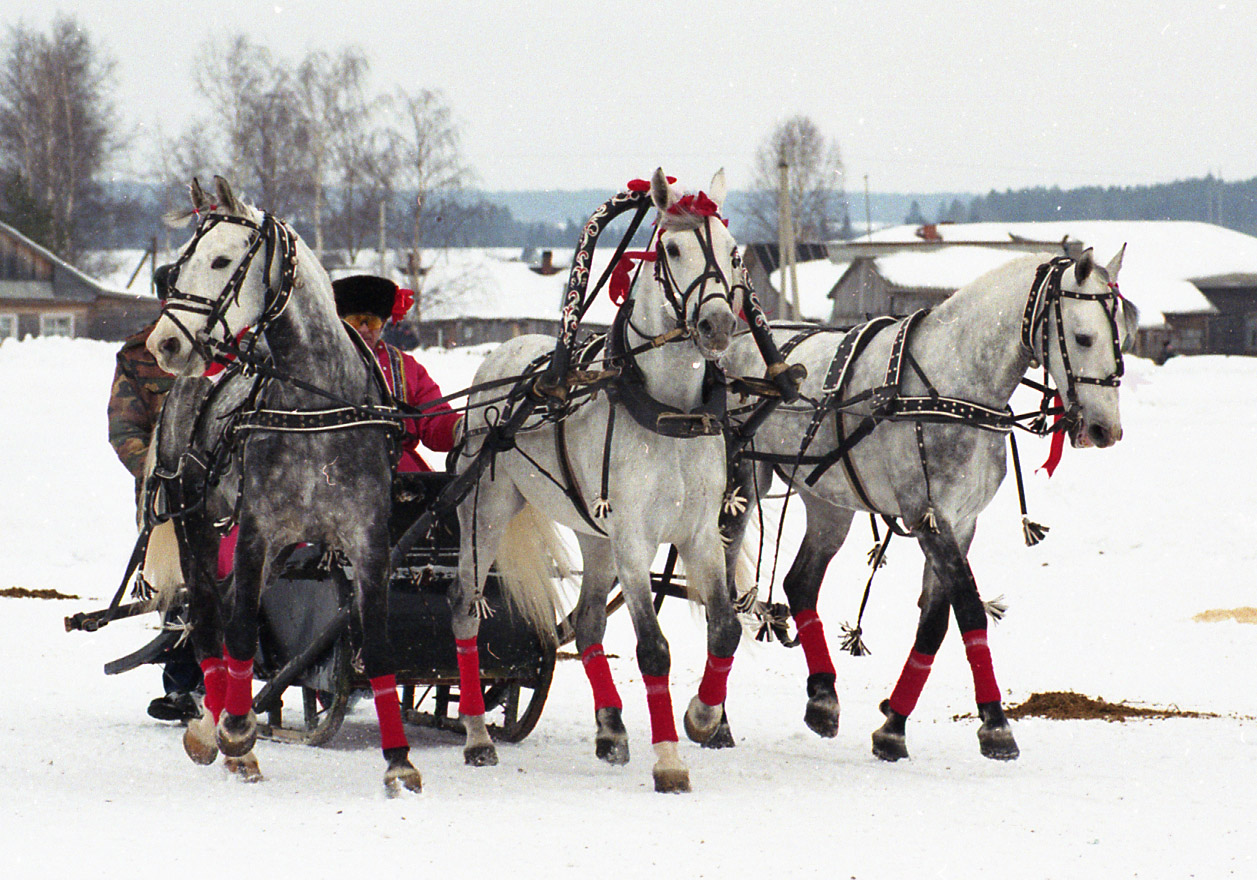
Troika

Die Troika (russisch тройка [ˈtr͡ɔjka], deutsch ‚Dreier‘; Aussprache im Deutschen [ˈtr͡oika] oder [ˈtroːika]) ist eine Anspannungsweise für Fuhrwerke oder Schlitten, in der wie beim Dreispänner drei Pferde oder andere Zugtiere nebeneinander gehen. Die Troika ist eine vor allem in Russland und Westasien verbreitete Art des Dreigespanns. Sie wurden im 19. Jahrhundert aufgrund ihrer Schnelligkeit im russischen Postdienst eingesetzt. Die beiden äußeren Pferde haben viel Bewegungsspielraum, sie können auf schlechten Wegen Hindernissen ausweichen.

## Klassische russische Troika-Anspannung
Für die klassische russische Troika-Anspannung werden Orlow-Traber verwendet. Das Mittelpferd geht unter einer Duga im Trab, die Galopins genannten Außenpferde gehen stark nach außen gestellt im Galopp.
Gelenkt wird das Mittelpferd. Die klassische Troika wird mit vier Leinen gefahren, von denen zwei zum Mittelpferd und je eine zum äußeren Trensenring der Außenpferde führen. Vom inneren Trensenring der Außenpferde führt ein Ausbindezügel zur Duga. Die Außenpferde folgen dem nachlassenden Zug des Ausbindezügels. Der Fahrer sitzt mittig und hat in der rechten Hand die Schlaufen der beiden rechten Leinen und in der linken Hand die beiden linken Leinen. Es gibt keine Peitsche, sondern nur Metallknöpfe auf den Leinen, mit denen die Pferde angetrieben werden. Siehe auch Russischer Fahrstil.
Jedes Pferd trägt einen Halsriemen mit Glöckchen und auch das Geschirr ist mit Glöckchen besetzt, so dass eine Troika von manchen als ein Instrument angesehen wird. Die Glöckchen dienen nicht nur dem Schmuck, sondern als Warnsystem, das Passanten vor den schnell herankommenden, lautlosen Schlitten warnt. Peter der Große unternahm den Versuch, die Troika-Schlitten aus ebendiesem Grund mit Hörnern zu versehen. Es waren jedoch die praktikableren Glöckchen, die sich durchsetzten.

## Rezeption
Die Troika-Anspannung wurde in Deutschland auch durch das Lied von Ivan Rebroff „Mit der Troika in die große Stadt“ bekannt.
Die Bezeichnung wird auch im übertragenen Sinne verwendet. Einige aus drei Personen oder Institutionen bestehende Führungsgruppen werden oder wurden als Troika bezeichnet (beispielsweise die EU-Troika, ein Kontrollgremium der Europäischen Union), siehe dazu Troika (Führungsspitze).
In der stalinistischen Sowjetunion gab es aus drei Personen bestehende Sondergerichte, die ebenfalls Troika hießen, siehe Troika (NKWD).